# Маков Потхалањски
Маков Потхалањски (пољ. Maków Podhalański) је град у Пољској у Војводству Малопољском у Повјату сушком. Према попису становништва из 2011. у граду је живело 6.072 становника.

## Становништво
Према прелиминарним подацима са пописа, у граду је 2011. живело 6.072 становника.
| 2002. | 2011. | 2012. |
| ----- | ----- | ----- |
| 5.703 | 6.072 | 6.046 |